# Hyloniscus rilensis
Hyloniscus rilensis is een pissebed uit de familie Trichoniscidae. De wetenschappelijke naam van de soort is voor het eerst geldig gepubliceerd in 1929 door Méhely.